# Comarnic
Comarnic (pronunciat en romanès: [koˈmarnik]) és una ciutat del comtat de Prahova, Muntènia, Romania, amb una població de 13.500 habitants. La ciutat administra quatre pobles: Ghioșești, Podu Lung, Poiana i Posada.
La ciutat està situada al llarg del riu Prahova, a la part principal de la riba esquerra, però amb alguns dels pobles components a la riba dreta del riu.

## Clima
Comàrnic té un clima continental humit (Cfb a la classificació climàtica de Köppen).

## Etimologia
El seu nom d'origen és la paraula romanesa "comàrnic" per a una mena de cabana de pastor, d'origen eslau: komar = mosquit + -nik, literalment, "retir dels mosquits". S'utilitza per munyir ovelles i emmagatzemar llet i altres productes lactis.

## Fills il·lustres
- Corina Drăgan-Terecoasa (nascuda el 1971), corredor amb trineu
- Constantin Dragomir (nascut el 1927), corredor amb trineu
- Georgeta Năpăruș (1930–1997), pintora
- Ion Panțuru (1934-2016), corredor amb trineu
- David Popescu (1886–1955), general de la Segona Guerra Mundial i ministre de l'Interior

## Galeria d'imatges

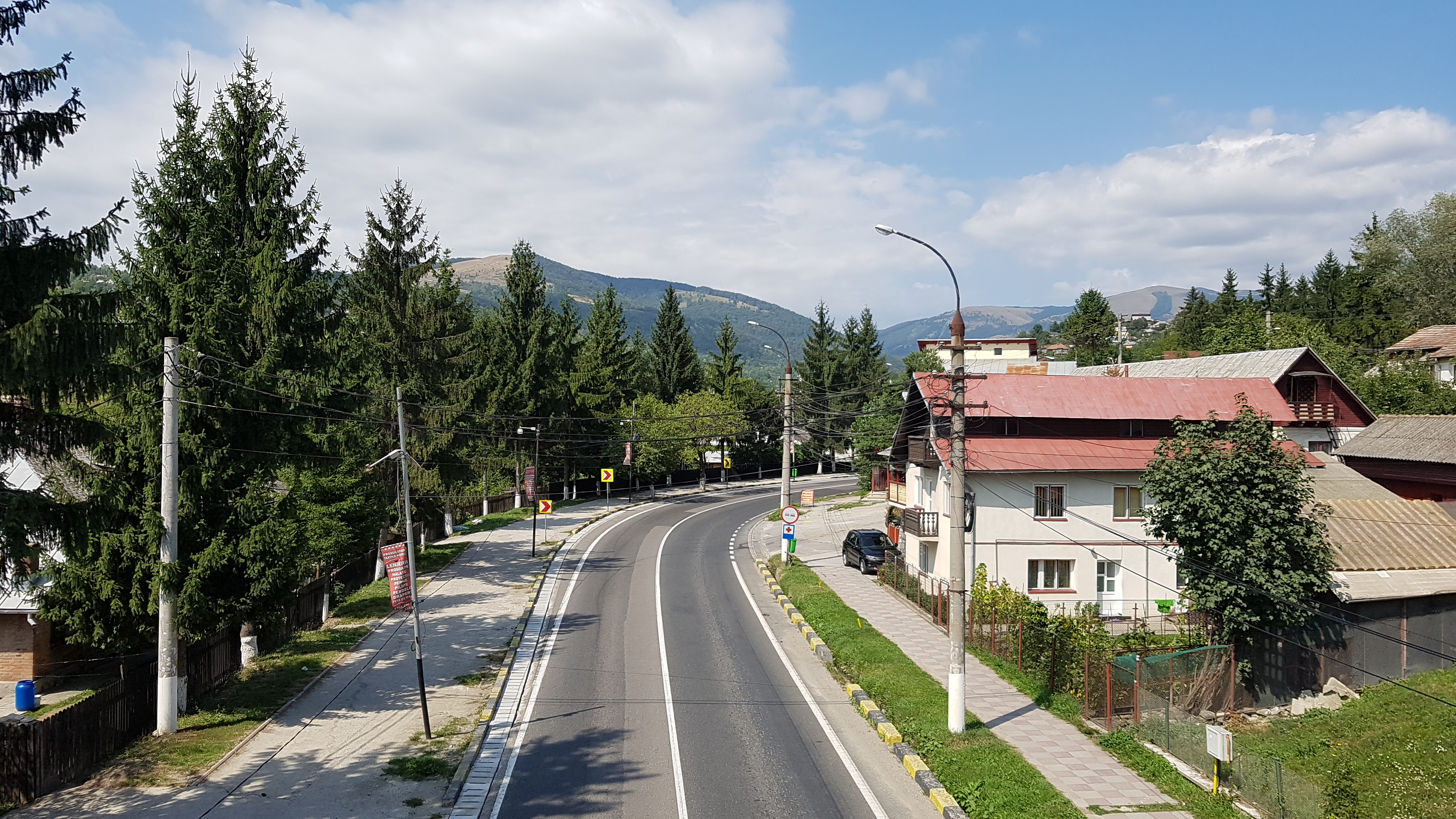
Estiu a Comarnic, des del pont de la carretera DN1
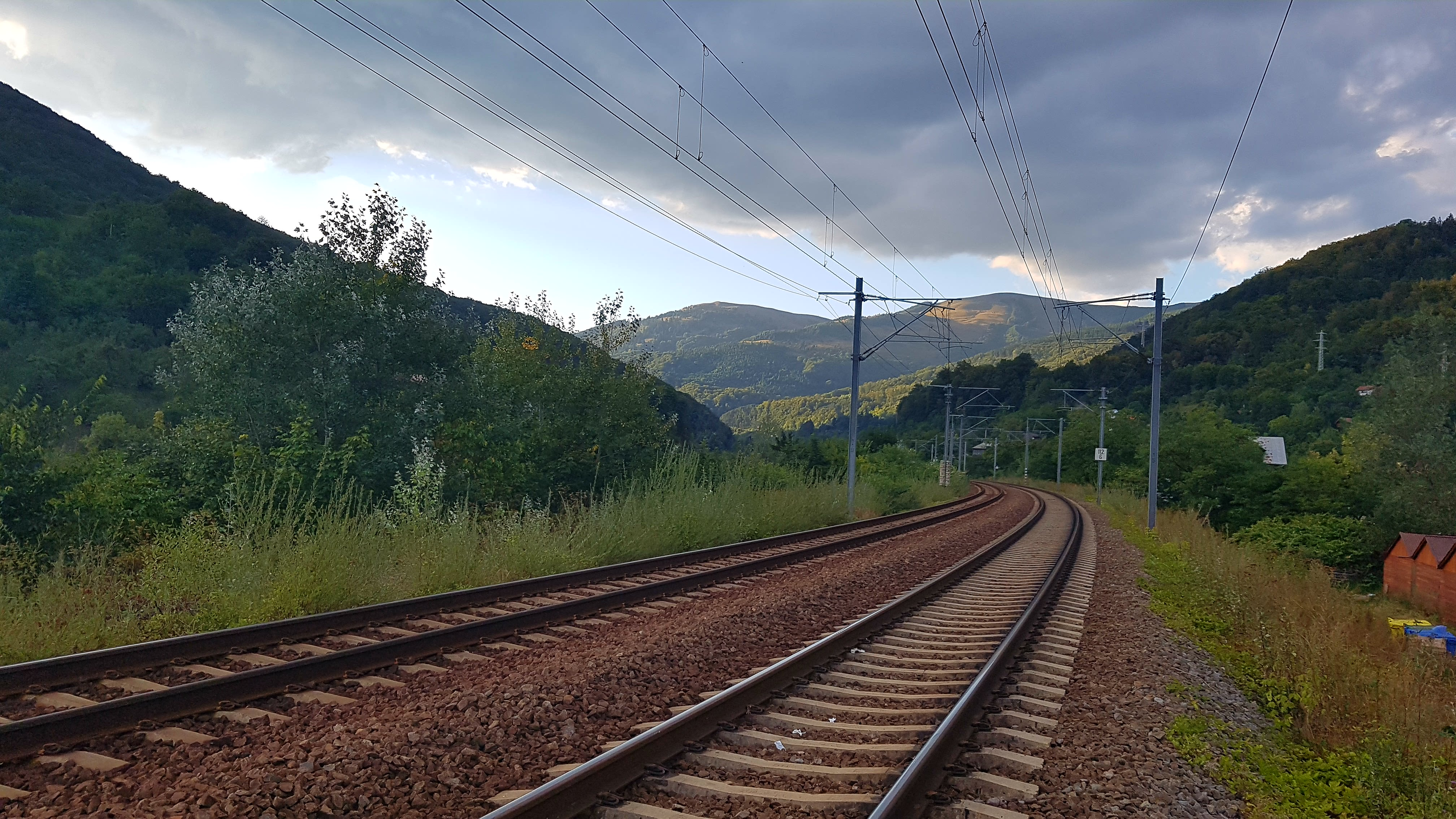
Línia de ferrocarril a Comarnic direcció a Posada
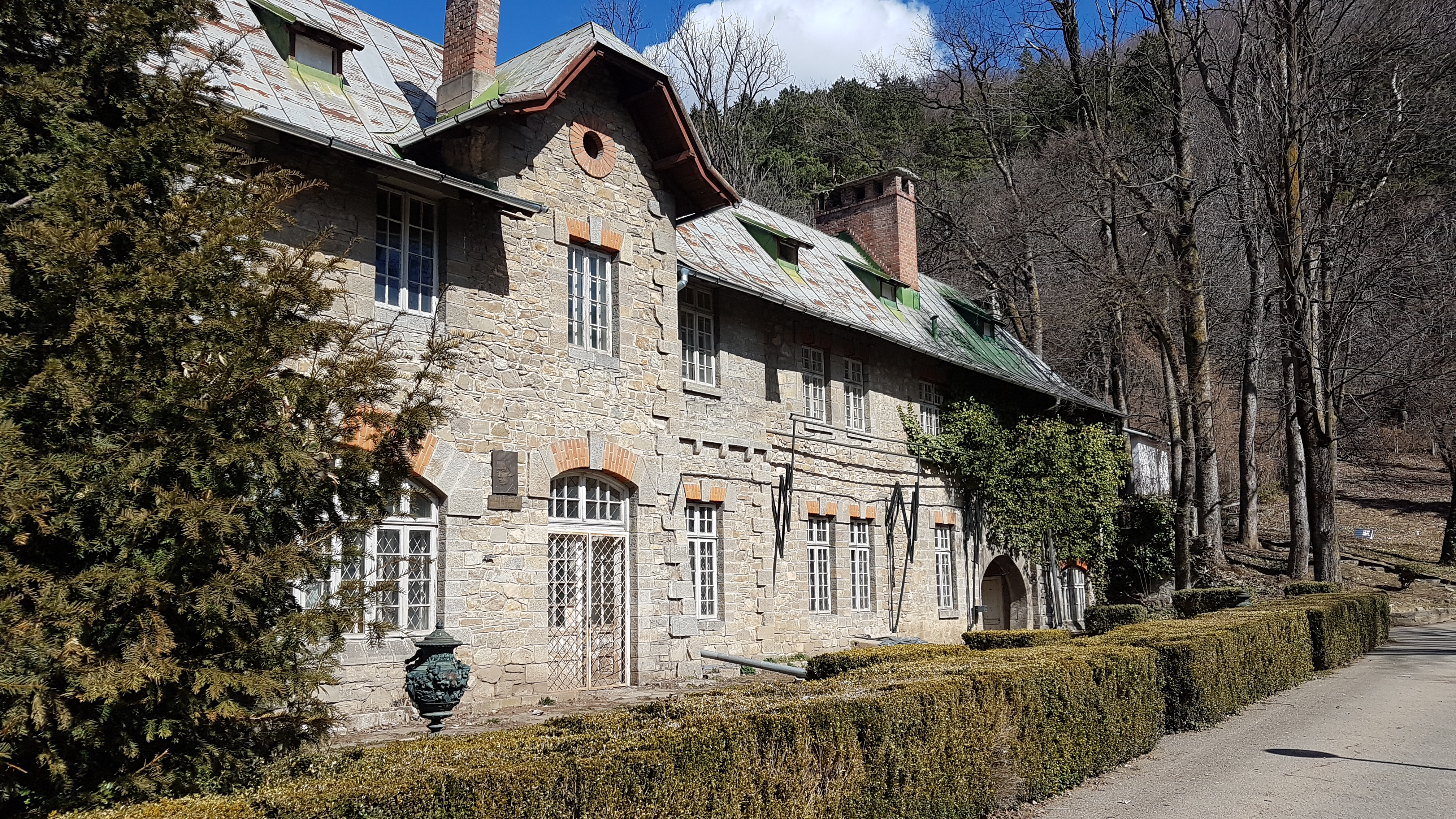
Castell de Bibescu a Posada